# 툼

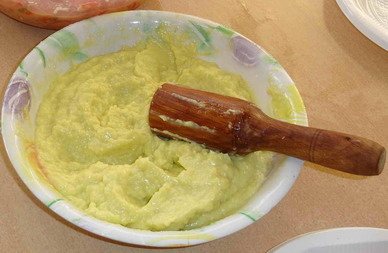

툼(toum, salsat toum, toumya)은 레반트에서 흔히 볼 수 있는 마늘 소스이다. 프로방스 아욜리와 유사하게 마늘, 소금, 올리브 오일 또는 식물성 기름, 레몬 주스를 포함하는 일반적인 변형이 있으며 전통적으로 나무 절구와 막자를 사용하여 함께 분쇄된다. 박하가 추가되는 레바논의 즈가르타 마을과 같은 여러 곳에서 인기있는 종류도 있다. 이 음식은 zeit wa toum('기름과 마늘')이라고 불린다.
툼은 특히 프렌치 프라이, 치킨, 아티초크와 함께 딥으로 사용되며 레반틴 샌드위치, 특히 치킨이 포함된 샌드위치에 사용된다. 또한 일반적으로 구운 닭고기 요리와 함께 제공된다.

## 같이 보기
- 아욜리
- 딥